# العلاقات المالديفية التوغوية
العلاقات المالديفية التوغولية هي العلاقات الثنائية التي تجمع بين المالديف وتوغو.

## مقارنة بين البلدين
هذه مقارنة عامة ومرجعية للدولتين:
| وجه المقارنة                                              | المالديف       | توغو            |
| --------------------------------------------------------- | -------------- | --------------- |
| المساحة (كم2)                                             | 298            | 56.78 ألف       |
| عدد السكان (نسمة)                                         | 436.33 ألف     | 7.80 مليون      |
| الكثافة السكانية (ن./كم²)                                 | 146.42 ألف     | 137.37          |
| العاصمة                                                   | ماليه          | لومي            |
| اللغة الرسمية                                             | اللغة الديفهي  | لغة فرنسية      |
| العملة                                                    | روفيه مالديفية | فرنك غرب أفريقي |
| الناتج المحلي الإجمالي (بليون دولار)                      | 4.60 مليار     | 4.81 مليار      |
| الناتج المحلي الإجمالي (تعادل القوة الشرائية) بليون دولار | 5.23 مليار     | 10.67 مليار     |
| الناتج المحلي الإجمالي الاسمي للفرد دولار أمريكي          | 8.39 ألف       | 559             |
| الناتج المحلي الإجمالي للفرد دولار أمريكي                 | 12.53 ألف      | 1.43 ألف        |
| مؤشر التنمية البشرية                                      | 0.706          | 0.484           |
| رمز المكالمات الدولي                                      | +960           | +228            |
| رمز الإنترنت                                              | .mv            | .tg             |
| المنطقة الزمنية                                           | ت ع م+05:00    | 00              |

## منظمات دولية مشتركة
يشترك البلدان في عضوية مجموعة من المنظمات الدولية، منها:
| علم المنظمة | اسم المنظمة                        | تاريخ انضمام المالديف | تاريخ انضمام توغو |
| ----------- | ---------------------------------- | --------------------- | ----------------- |
|             | الاتحاد البريدي العالمي            | ?                     | ?                 |
|             | مؤسسة التنمية الدولية              | 13 يناير 1978         | 21 أغسطس 1962     |
|             | البنك الدولي للإنشاء والتعمير      | 13 يناير 1978         | 1 أغسطس 1962      |
|             | منظمة التجارة العالمية             | ?                     | ?                 |
|             | يونسكو                             | 18 يوليو 1980         | 17 نوفمبر 1960    |
|             | منظمة التعاون الإسلامي             | ?                     | ?                 |
|             | وكالة ضمان الاستثمار متعدد الأطراف | 19 مايو 2005          | 15 أبريل 1988     |
|             | منظمة حظر الأسلحة الكيميائية       | ?                     | ?                 |
|             | منظمة الشرطة الجنائية الدولية      | ?                     | ?                 |
|             | مؤسسة التمويل الدولية              | 2 فبراير 1983         | 4 سبتمبر 1962     |
|             | الأمم المتحدة                      | 21 سبتمبر 1965        | 20 سبتمبر 1960    |
|             | الاتحاد الدولي للاتصالات           | 28 فبراير 1967        | 14 سبتمبر 1961    |

## وصلات خارجية
- موقع وزارة الخارجية المالديفية